# Radula fujitae
Radula fujitae là một loài rêu trong họ Radulaceae. Loài này được Furuki mô tả khoa học đầu tiên năm 2007.